# The Bandit
The Bandit (en turco: Eşkıya) es una película turca de 1996, escrita y dirigida por Yavuz Turgul y protagonizada por Şener Şen y Uğur Yücel.
Según el director de la película, que trata acerca de un bandido que va a Estambul después de cumplir una condena de 35 años de cárcel, "es una mezcla de elementos de cuento de hadas, mientras mantiene una noción de la realidad dentro de una historia de ficción."
La película es muy popular en Turquía, donde alcanzó los 2 millones de espectadores y en Alemania, donde resultó ganadora de un Premio Bogey. Es exclusivamente considerada como salvadora y punto de inflexión del cine turco que estaba desesperadamente luchando en contra de las películas extranjeras desde la década de 1980 y tenía dificultades para atraer al público nacional.
Fue inscrita oficialmente por Turquía para el Premio de la Academia por la Mejor Película Extranjera en los 70 Premios de la Academia.

## Sinopsis
Después de cumplir una condena de 35 años de cárcel, Baran (interpretado por Şener Şen), un eşkıya (un bandido, un haydut en turco), es liberado de la cárcel en una ciudad en el este de Turquía. Al regresar a su casa presencia el hecho de que el mundo ha cambiado dramáticamente durante los años, con su pueblo sumergido después de la construcción de una presa. Entonces también se entera de que la persona que fue el cerebro de la traición que le llevó a la cárcel fue Berfo (Kamuran Usluer), un amigo que había sido más cercano a él que un hermano. Con el fin de atrapar a Keje (Şermin Hürmeriç), la novia de Baran, Berfo se apoderó del oro de su mejor amigo,  y él fue detenido por los policías en la Montaña de Cudi. Luego Berfo compró a Keje en contra de su voluntad, y desapareció. Según el rumor, él está en Estambul.
Mientras viaja a Estambul por tren, Baran conoce a Cumali (Uğur Yücel), un hombre joven. Cumali se crio en las calles de Beyoğlu, y su vida gira en torno a los bares, el juego, el alcohol, la droga y las mujeres. Cumali sueña con unirse a la mafia. Él lleva a Baran a un destartalado hotel en las callejuelas de Beyoğlu. Después de un tiempo, Cumali y sus amigos descubren que Baran solía ser un bandido, pero ellos no pueden tomarlo en serio. Cumali sueña con una nueva vida que incluye a Emel (Yeşim Salkım), su novia. Emel tiene un hermano convicto, Sedat (Özkan Uğur), que está en problemas con los otros prisioneros en la cárcel. Su vida está en peligro, y necesita una alta cantidad de dinero para salir. Cumali le promete a Emel conseguir el dinero para su hermano tan pronto como sea posible. Por lo tanto, cuando negocia un transporte de drogas para la mafia roba una cantidad suficiente para asegurar el escape de Sedat y, más tarde también, meterlo en problemas con Demircan (Melih Çardak), el jefe de la mafia.
Mientras tanto, el bandido está pasando por Estambul, como en un sueño, perdido en un mundo extraño, sin tener idea de por dónde empezar a buscar a la mujer que ama y el enemigo mortal que se la ha robado. Después de algunos días llega a ver a Berfo en la televisión, ahora como un poderoso hombre de negocios que ha cambiado su nombre...

## Elenco
- Şener Şen como Baran.
- Uğur Yücel como Cumali.
- Sermin Şen como Keje.
- Yeşim Salkım como Emel.
- Kamran Usluer como Berfo.
- Ülkü Duru como madre de Emel.
- Özkan Uğur como Sedat.
- Necdet Mahfi Ayral como Andref Miskin.
- Kayhan Yıldızoğlu como Artist Kemal.
- Güven Hokna como Sevim.
- Kemal İnci como Mustafa.
- Melih Çardak como Demircan.
- Settar Tanrıöğen como chica Naci.
- Celal Perk como Deli Selim.
- Ümit Çırak como Cimbom.

## Recepción

### Revisión
Sandra Brennan, escritora de Allmovie, la describe como, "ritmo relámpago, accionar romántico" pero finalmente le dio a la película solo dos de cinco estrellas posibles, mientras que Rekin Teksoy, escribió en turco Cine, "la narrativa de Turgul impregnada de tristeza teje elementos de las películas de acción americanas y cortometrajes para la televisión," "presta gran atención a los detalles," y, "se basa en la tradición de las leyendas encontradas en la parte oriental de la literatura."

### Premios
- 1997 Premios Bogey (Ganó)
- 1998 Festróia - Tróia Festival Internacional de Cine Delfín de Oro: Yavuz Turgul (Ganó)[7]